# Wellston (Missouri)
Wellston – miasto w Stanach Zjednoczonych, w stanie Missouri, w hrabstwie St. Louis.